# Gare de Nuits-Saint-Georges
Gare de Nuits-Saint-Georges – stacja kolejowa w Nuits-Saint-Georges, w departamencie Côte-d’Or, w regionie Burgundia-Franche-Comté, we Francji.
Jest stacją Société nationale des chemins de fer français (SNCF), obsługiwaną przez pociągi TER Bourgogne.